# Las Viletas
Les Villettes és un municipi francès situat al departament de l'Alt Loira i a la regió d'Alvèrnia-Roine-Alps. L'any 2007 tenia 1.125 habitants.

## Demografia

### Població
El 2007 la població de fet de Les Villettes era de 1.125 persones. Hi havia 398 famílies de les quals 94 eren unipersonals (57 homes vivint sols i 37 dones vivint soles), 86 parelles sense fills, 189 parelles amb fills i 29 famílies monoparentals amb fills.
La població ha evolucionat segons el següent gràfic:
Habitants censats

### Habitatges
El 2007 hi havia 561 habitatges, 404 eren l'habitatge principal de la família, 128 eren segones residències i 29 estaven desocupats. 528 eren cases i 32 eren apartaments. Dels 404 habitatges principals, 328 estaven ocupats pels seus propietaris, 69 estaven llogats i ocupats pels llogaters i 7 estaven cedits a títol gratuït; 1 tenia una cambra, 29 en tenien dues, 56 en tenien tres, 116 en tenien quatre i 202 en tenien cinc o més. 313 habitatges disposaven pel capbaix d'una plaça de pàrquing. A 136 habitatges hi havia un automòbil i a 238 n'hi havia dos o més.

### Piràmide de població
La piràmide de població per edats i sexe el 2009 era:
| Homes | Edats   | Dones |
| ----- | ------- | ----- |
| 0     | 95 o +  | 0     |
| 0     | 90 a 94 | 0     |
| 0     | 85 a 89 | 0     |
| 0     | 80 a 84 | 0     |
| 16    | 75 a 79 | 16    |
| 12    | 70 a 74 | 8     |
| 20    | 65 a 69 | 16    |
| 24    | 60 a 64 | 12    |
| 20    | 55 a 59 | 4     |
| 32    | 50 a 54 | 16    |
| 32    | 45 a 49 | 44    |
| 44    | 40 a 44 | 24    |
| 40    | 35 a 39 | 48    |
| 52    | 30 a 34 | 44    |
| 8     | 25 a 29 | 24    |
| 12    | 20 a 24 | 20    |
| 28    | 15 a 19 | 32    |
| 52    | 10 a 14 | 36    |
| 44    | 5 a 9   | 52    |
| 28    | 0 a 4   | 24    |

## Economia
El 2007 la població en edat de treballar era de 708 persones, 566 eren actives i 142 eren inactives. De les 566 persones actives 534 estaven ocupades (306 homes i 228 dones) i 32 estaven aturades (13 homes i 19 dones). De les 142 persones inactives 39 estaven jubilades, 53 estaven estudiant i 50 estaven classificades com a «altres inactius».

### Ingressos
El 2009 a Les Villettes hi havia 428 unitats fiscals que integraven 1.218 persones, la mediana anual d'ingressos fiscals per persona era de 17.650 €.

### Activitats econòmiques
Dels 37 establiments que hi havia el 2007, 1 era d'una empresa alimentària, 8 d'empreses de fabricació d'altres productes industrials, 9 d'empreses de construcció, 5 d'empreses de comerç i reparació d'automòbils, 4 d'empreses d'hostatgeria i restauració, 2 d'empreses financeres, 3 d'empreses de serveis, 3 d'entitats de l'administració pública i 2 d'empreses classificades com a «altres activitats de serveis».
Dels 13 establiments de servei als particulars que hi havia el 2009, 1 era una funerària, 2 tallers de reparació d'automòbils i de material agrícola, 1 paleta, 2 guixaires pintors, 4 fusteries, 1 lampisteria, 1 perruqueria i 1 restaurant.
L'únic establiment comercial que hi havia el 2009 era una fleca.
L'any 2000 a Les Villettes hi havia 20 explotacions agrícoles que ocupaven un total de 328 hectàrees.

## Equipaments sanitaris i escolars
El 2009 hi havia 2 escoles elementals.

## Poblacions més properes
El següent diagrama mostra les poblacions més properes.